# Sebastian Milewski
Sebastian Milewski, né le 30 avril 1998 à Mława en Pologne, est un footballeur polonais qui évolue au poste de milieu de terrain à l'Arka Gdynia.

## Biographie

### Débuts professionnels
Né à Mława en Pologne, Sebastian Milewski est formé par le Legionovia Legionowo. Il commence sa carrière avec ce club en troisième division polonaise.
En janvier 2017, il rejoint le Zagłębie Sosnowiec, qui évolue alors en deuxième division polonaise. Il participe à la montée du club en première division lors de la saison 2017-2018.

### Piast Gliwice
En juillet 2019, Sebastian Milewski s'engage avec le Piast Gliwice,. Il joue son premier match sous ses nouvelles couleurs lors de la finale de la Supercoupe de Pologne, le 13 juillet 2019, face au Lechia Gdańsk. Il est titularisé lors de cette rencontre perdue par son équipe (1-3).

### Arka Gdynia
Le 29 juin 2021, Sebastian Milewski rejoint l'Arka Gdynia. Il signe un contrat de trois ans, soit jusqu'en juin 2024,.

### En sélection
Le 6 septembre 2019, Sebastian Milewski joue son premier sélection avec l'équipe de Pologne espoirs face à la Lettonie. Il entre en jeu à la place de Bartosz Bida et son équipe s'impose (0-1 score final).